# Dicranella apophysatula
Dicranella apophysatula är en bladmossart som beskrevs av Brotherus 1901. Dicranella apophysatula ingår i släktet jordmossor, och familjen Dicranaceae. Inga underarter finns listade i Catalogue of Life.